# L'Atelier (groupe)
Pour les articles homonymes, voir L'Atelier et Atelier (homonymie).
L'Atelier est un collectif de hip-hop expérimental français éphémère, composé de quatre MCs — Cyanure (membre d'ATK), Fuzati (membre du Klub des Loosers), James Delleck (rappeur solo et aussi membre de Gravité Zéro), Teki Latex (membre de TTC) — et de deux DJs qui assurent la production – Para One et Tacteel (membres de TTC et du duo live FuckALoop).

## Biographie
L'Atelier se forme en 2003. « Quand il y a eu la scission d’ATK, je n’ai pas eu envie d’un solo tout de suite. Quand j’ai commencé à y penser, à l’écrire, je me suis retrouvé dans L’Atelier. Après, j’ai eu un passage un peu à vide, puis je me suis fait rattraper par Silence Radio, où il y a deux morceaux que j’avais préparé pour mon album solo », explique Cyanure. 
Le collectif publie en 2003 son unique album, Buffet des anciens élèves. Cet album marque la création du label electro/hip hop fondé par Tacteel et Teki Latex, Institubes,,. Selon Les Inrocks, « L’album de cette formation, Buffet des anciens élèves, est habité par un esprit bouffon et loufoque, semblant à tout moment vouloir étreindre le hip-hop, lui rouler une pelle, tout en lui agrafant un énorme poisson d’avril dans le dos. Le groupe réunit une poignée de MC et producteurs. » Fuzati, James Delleck et Cyanure se retrouveront quelques années plus tard au sein du collectif Le Klub des 7. Leur label Institubes sera fermé en 2011, mais sera notamment connu pour avoir publié l'album Buffet des anciens élèves.